# Епідемія (телесеріал)
«Епідемія» — російський серіал Павла Костомарова, знятий за мотивами роману Яни Вагнер «Вонгозеро».
Прем'єра відбулася на онлайн-платформі Premier 14 листопада 2019 року. Перші 4 серії розміщувалися щотижня по четвергах. Серії 5-8 виходили щотижня по п'ятницях. Заключна серія вийшла 3 січня 2020 року.
Серіал завершився кліфхенгером. Офіційної інформації про продовження, заснованого на другій книзі Вагнер «Живі люди», поки немає.

## Сюжет
Рятуючись від пандемії невідомого вірусу, що вразив Москву та інші суб'єкти Російської Федерації, Сергій разом зі своєю новою сім'єю, колишньою дружиною, сином, батьком і сусідами відправляються в Карелію. Там, на безлюдному острові посеред Вонгозера, вони хочуть сховатися в будинку-кораблі і перечекати пандемію. На шляху їм доведеться не тільки зіткнутися з різними небезпеками, але і подолати сімейні негаразди.

## В ролях

### Основний склад
| Актор                          | Роль                             |
| ------------------------------ | -------------------------------- |
| Кирило Кяро                    | Сергій                           |
| Вікторія Ісакова               | Анна                             |
| Мар'яна Співак                 | Ірина                            |
| Олександр Робак                | Леонід Кубасов                   |
| Наталія Земцова                | Марина Кубасова                  |
| Юрій Кузнєцов                  | Борис Михайлович                 |
| Вікторія Агалакова             | Поліна Кубасова                  |
| Ельдар Калімулін               | Міша                             |
| Савелій Кудряшов               | Антон                            |
| Аля Нікуліна (1 серія)         | Ніна Василівна мати Ірини        |
| Олександр Яценко (з 4-ї серії) | Павло лікар швидкої допомоги     |
| Анна Міхалкова (5 серія)       | Ольга Семенова                   |
| Ігор Савочкін                  | «Бобиль», військовий у відставці |

## Показ
Прем'єра серіалу відбулася 14 листопада 2019 року на онлайн-платформі Premier, що належить «Газпром-медіа». Нові серії виходили щотижня по четвергах. Проте п'ятий епізод телесеріалу, випущений 12 грудня, був вилучений з платформи в ніч на 14 грудня, а показ другої половини «Епідемії» планувалося перенести на лютий 2020 року. Режисер Павло Костомаров розповів, що для нього перенесення другої частини серіалу на наступний рік стало сюрпризом. Між тим, це другий серіал за один тиждень, знятий з показу «Газпром-медіа». ЗМІ повідомили, що можливою причиною зняття з ефіру «Епідемії» можуть бути заворушення і розстріл підрозділами ОМОН мирних жителів, показані в п'ятій серії.
16 грудня промо-продюсер «ТНТ» Христина Снікерс після видалення п'ятого епізоду серіалу обрушилася з критикою на тему цензури на російському телебаченні.
Вже 18 грудня 2019 року директор «ТВ-3» і продюсер серіалу Валерій Федорович на своїй сторінці у facebook офіційно повідомив про те, що 19 грудня 2019 року на онлайн-платформі Premier планують відновити показ, розмістивши 5-ю і 6-ю серії, проте в кінці дня офіційно повідомили про перенесення розміщення серій на 1 день. 5 і 6 серії були викладені 20 грудня 2019 року.
За версією видання «Медуза», відновити показ серіалу допоміг міністр культури Росії Володимир Мединський. Після відновлення показу серіалу в шостому епізоді з'явився коментар диктора, який уточнює, що розстрілом мирного населення займаються не силовики і військові, а «представники незаконних збройних формувань». У «Газпром-Медіа» заперечують проходження переговорів з міністерством культури, а Мединський також відкинув причетність до повернення серіалу.

## Список сезонів
| Сезон | Сезон | Серії         | Період трансляції                |
| ----- | ----- | ------------- | -------------------------------- |
|       | 1     | 1-8 (8 серій) | 14 листопада 2019 — 3 січня 2020 |

## Епізоди

### Сезон 1
| № серії | Опис серії | Прем'єра            |
| ------- | --- | ------------------- |
| 1       | Епідемія невідомого вірусу, вражає Москву. Введено надзвичайний стан, військові починають ліквідувати заражених. Щоб врятувати своїх близьких, Сергій збирається відвезти їх туди, де немає ні людей, ні епідемії, — на Вонгозеро. | 14 листопада 2019   |
| 2       | У спробах відірватися від мародерів, герої опиняються посеред траси у заглохлому автомобілі. Тепер, щоб врятувати всіх, комусь доведеться повернутися назад у селище.                                                              | 21 листопада 2019   |
| 3       | Чим далі герої їдуть від зараженої Москви, тим сильніше проявляються їх не найкращі людські якості. | 28 листопада 2019   |
| 4       | В сільській глушині герої випадково зустрічають «Швидку допомогу» з лікарем, який, здається, знає, як можна побороти вірус. | 5 грудня 2019       |
| 5       | Герої розуміють, що забули маленького хлопчика Антона у лісі. Вони повертаються назад в нещасливе селище, де вже почалася війна місцевих жителів проти чистильників.                                                               | 12 / 20 грудня 2019 |
| 6       | Герої стикаються з епідемією віч-на-віч. І тепер кожному з них доведеться зробити вибір: боротися за власне життя або намагатися зберегти життя їх зараженій.                                                                      | 20 грудня 2019      |
| 7       | Діставшись до Вонгозера, герої розуміють, що їх можливе місце для порятунку вже стало чиїмось чужим притулком. | 27 грудня 2019      |
| 8       | Чим закінчиться небезпечна подорож героїв? Чи навчаться вони не тільки виживати, але й прощати? | 3 січня 2020        |

## Визнання і нагороди
- 9 квітня 2019 року серіал був представлений на міжнародному фестивалі CanneSeries у Франції в рамках міжнародного телевізійного ринку і цифрового контенту MIPTV[17].
- 21 квітня 2019 року проект був представлений в основному конкурсі 41-го Московського міжнародного кінофестивалю[18].
- 13 вересня 2019 року серіал був представлений на 43-му «Синепозиумі Міжнародної Асоціації Кінокомісій (AFCI)» у Санкт-Петербурзі[19].